# ستيف روبنسون (مدرب كرة سلة)
ستيف روبنسون (بالإنجليزية: Steve Robinson)‏ هو مدرب كرة سلة أمريكي، ولد في 29 أكتوبر 1957 في روانوك في الولايات المتحدة.